# Olpiolum elegans
Espèce
Synonymes
- Olpium elegans Balzan, 1887

 Olpiolum elegans est une espèce de pseudoscorpions de la famille des Olpiidae.

## Distribution
Cette espèce se rencontre au Paraguay, en Argentine, au Brésil et au Pérou.

## Systématique et taxinomie
Cette espèce a été décrite sous le protonyme Olpium elegans par Balzan en 1887. Elle est placée dans le genre Olpiolum par Beier en 1932.

## Publication originale
- Balzan, 1887 : Chernetidae nonnullae Sud-Americanae, I. Asuncion.